# 주쯔칭

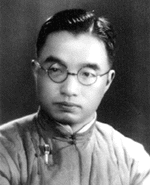

주쯔칭(朱自淸, 주자청, 1898년 ~ 1948년)은 중국의 시인•수필가이다. 청나라 장쑤성 롄윈강 현 하이저우 구 출생으로 원적지는 저장성 사오싱이다. 1920년 베이징 대학 철학문을 졸업했고 <신조(新潮)> 기고 등의 활동을 하였으며 저장성에 있던 사범학교에서 국어 교사로 일했다. 1923년에 발표한 장시 <훼멸>이 초기 중국 시단에 영향을 주었으며 1925년에 칭화 대학의 중문학 교수가 되었다. 1925년 칭화 대학에서 재직하던 기간 창작한 수필 <아버지의 뒷모습(背影)>은 젊은 시절 고향에서의 부친과의 석별의 정을 회상하여 그린 그의 수필 대표작의 하나로서, 당시 수필계에서 반향을 일으켰다. 1927년의 수필 <하당월색(荷塘月色)>에서는 당시 정치 세태에 대한 중국의 한 지식인의 방황의 심경과 현실적 고뇌, 자유의 갈망의 심정을 서정적 운치로 담아냈다. 1931년부터 1년 동안 영국 유학 길에 올라 서양 문화를 공부하고 돌아온 후에는 <유럽 여행 잡기>, <런던 잡기>를 지었다. 1932년 칭화 대학 중문과 주임이 되었다. 1937년 이후로 중일 전쟁 기간에는 쿤밍에서 연 서남 연합 대학의 중문과 교수, 그리고 도서관 관장을 맡았다. 주쯔칭은 경파(京派) 문학인 출신으로서, 절친한 친구이자 동료, 저명한 학자였던 원이둬가 쿤밍에서 중국 국민당이 제2차 국공내전을 일으키는 데 반대하다 국민당의 특무원에게 피살된 후 충격에 빠졌으며 그의 유고(遺稿) 정리를 맡았다. 주쯔칭은 1948년에는 베이핑의 함락이 있을 즈음에 위궤양을 앓다가 이른 나이에 세상을 등졌다. 그는 학력이 높지 않고 학술 업적이 많지 않았지만, 량치차오와 왕궈웨이 등이 자리했던 칭화 대학에서 스스로 배우면서 가르치던 기간에 거기에서 익힌 학자적 소양과 교육 열을 지켜가려고 힘쓴 중국 근대 학인 중의 하나였다. 이밖에 저서로 <표준과 척도>, <주자청 문집> 등이 있다.